# Nowoaleksandrowka (rejon azowski)
Nowoaleksandrowka (ros. Новоалександровка) – chutor w Rosji, w obwodzie rostowskim, w rejonie azowskim. W 2010 liczył 2027 mieszkańców.